# Rajd Safari

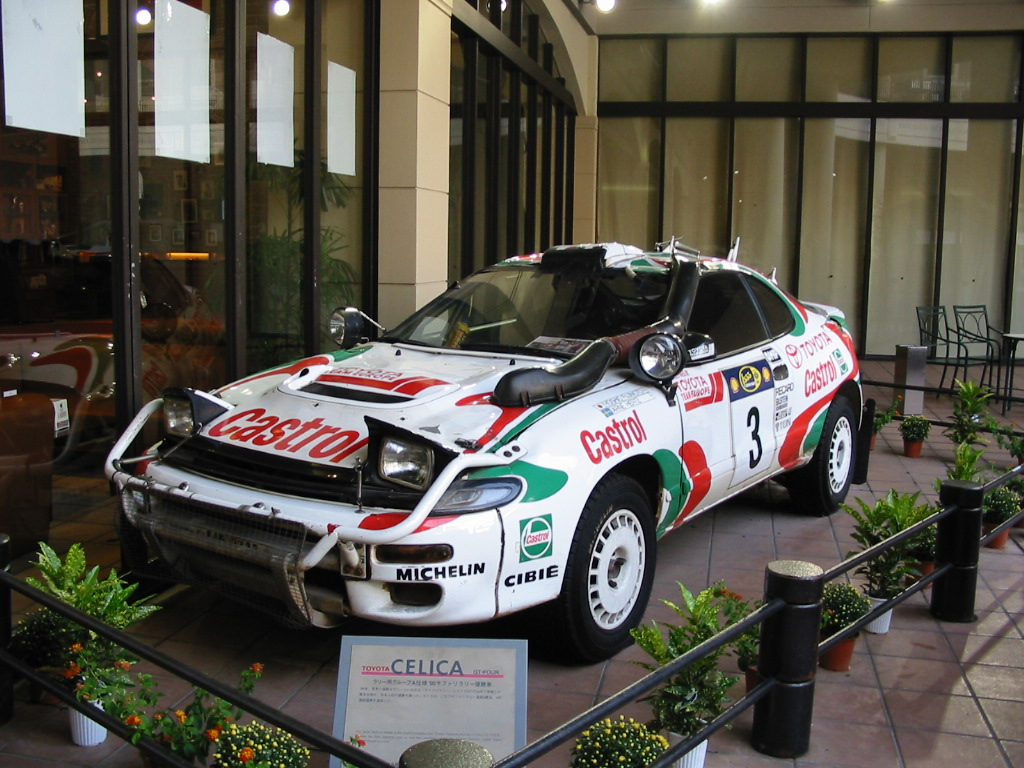
Toyota Celica przygotowana do startu w rajdzie (m.in. wzmocniona konstrukcja zewnętrzna, wlot powietrza wyprowadzony na dach).

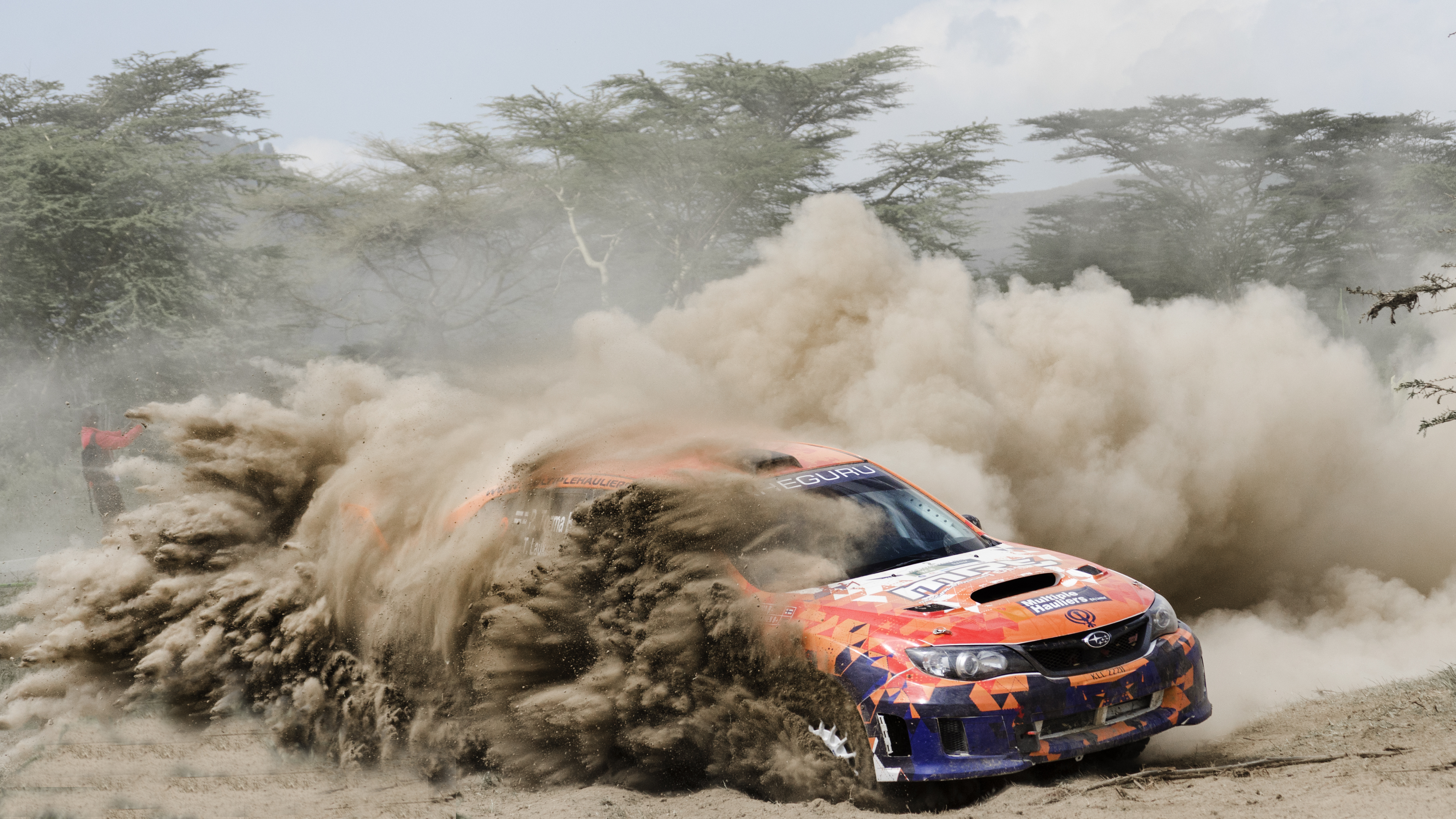
Tapio Laukkanen podczas Rajdu Safari 2019 kierujący samochodem Subaru Impreza

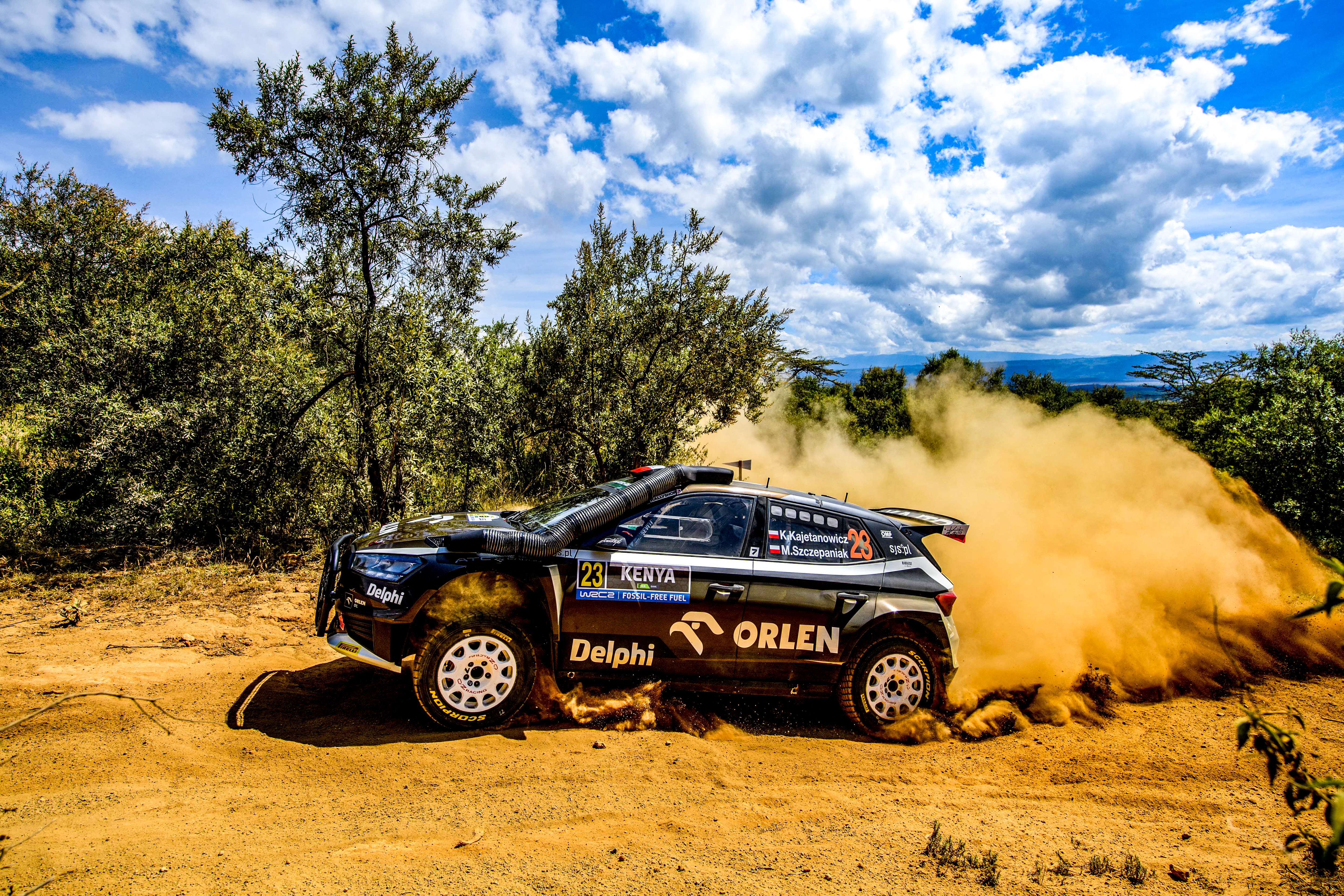
Kajetan Kajetanowicz podczas Rajdu Safari 2024 zdobył 3 miejsce w kategorii WRC2

Rajd Safari (ang. Safari Rally) – rajd samochodowy, po raz pierwszy zorganizowany w roku 1953 (w dniach od 27 maja do 1 czerwca) na terenach Kenii, Ugandy i Tanganiki pod nazwą East African Coronation Safari z okazji koronacji królowej brytyjskiej Elżbiety II. W latach 1960 – 1974 nazwa rajdu brzmiała East African Safari Rally, a od 1975 – Safari Rally.
Przez wiele lat rajd był jedną z eliminacji Rajdowych Mistrzostw Świata (World Rally Championship). W roku 2003 stracił status rajdu WRC w wyniku niedociągnięć organizacyjnych i stał się eliminacją Rajdowych Mistrzostw Afryki (African Rally Championship), organizowanych przez Międzynarodową Federację Samochodową. Kosmetycznej zmianie uległa również nazwa rajdu, która aktualnie brzmi KCB Safari Rally od nazwy sponsora, banku KCB (KEN Commercial Bank).
Największą liczbę zwycięstw w Rajdzie Safari odniósł Kenijczyk Shekhar Mehta, który w rajdzie triumfował pięciokrotnie, w latach: 1973, 1979, 1980, 1981 i 1982.

## Dotychczasowi zwycięzcy[1]
- 1953 – brak oficjalnego zwycięzcy, najmniej punktów karnych zdobyli:

Alan Dix / Johnny Larsen (Volkswagen Beetle 1131 cc)
Doug Airth / Raymond Collinge (Standard Vanguard)
- 1954 – Vic Preston Sr / D P Marwaha (Volkswagen Beetle)
- 1955 – Vic Preston Sr / D P Marwaha (Ford Zephyr)
- 1956 – Eric Cecil / Tony Vickers (DKW)
- 1957 – Gus Hofmann / Arthur Burton Volkswagen Käfer Typ 122 1200
- 1958 – brak oficjalnego zwycięzcy, najmniej punktów karnych zdobyli:

Arne Kopperud / Kora Kopperud (Ford Zephyr II)
Morris Temple-Boreham / Mike Armstrong (Auto Union 1000)
- 1959 – Bill Fritschy / Jack Ellis (Mercedes Benz 219)
- 1960 – Bill Fritschy / Jack Ellis (Mercedes Benz 219)
- 1961 – John Manussis / Bill Coleridge / David Beckett (Mercedes-Benz 220SE)
- 1962 – Tommy Fjastad / Bernhard Schmider (Volkswagen Beetle 1200 cc)
- 1963 – Nick Nowiki / Paddy Cliff (Peugeot 404)
- 1964 – Peter Hughes / Bill Young (Ford Cortina GT)
- 1965 – Joginder Singh / Jaswant Singh (Volvo PV 544)
- 1966 – Bert Shankland / Chris Rothwell (Peugeot 404)
- 1967 – Bert Shankland / Chris Rothwell (Peugeot 404)
- 1968 – Nick Nowiki / Paddy Cliff (Peugeot 404)
- 1969 – Robin Hillyar / Jock Aird (Ford Taunus 20M)

| Rok  | Nazwa rajdu / Data                                   | Kierowca / Pilot                         | Samochód                            | Status  |
| ---- | ---------------------------------------------------- | ---------------------------------------- | ----------------------------------- | ------- |
| 1970 | 18. East African Safari Rally 1970 26 – 30 marca     | Edgar Herrmann Hans Schüller             | Datsun 510                          | IMC     |
| 1971 | 19. East African Safari Rally 1971 8 – 12 kwietnia   | Edgar Herrmann Hans Schüller             | Datsun 240Z                         | IMC     |
| 1972 | 20th East African Safari Rally 30 marca – 3 kwietnia | Hannu Mikkola Gunnar Palm                | Ford Escort RS1600                  | IMC     |
| 1973 | 21st East African Safari Rally 19 – 23 kwietnia      | Shekhar Mehta Lofty Drews                | Datsun 240Z                         | WRC     |
| 1974 | 22nd East African Safari Rally 11 – 15 kwietnia      | Joginder Singh David Doig                | Mitsubishi Lancer 1600 GSR          | WRC     |
| 1975 | 23rd Safari Rally 27 – 31 marca                      | Ove Andersson Arne Hertz                 | Peugeot 504                         | WRC     |
| 1976 | 24th Safari Rally 15 – 19 kwietnia                   | Joginder Singh David Doig                | Mitsubishi Lancer 1600 GSR          | WRC     |
| 1977 | 25th Safari Rally 7 – 11 kwietnia                    | Björn Waldegård Hans Thorszelius         | Ford Escort RS1800                  | WRC     |
| 1978 | 26th Safari Rally 23 – 27 marca                      | Jean-Pierre Nicolas Jean-Claude Lefèbvre | Peugeot 504 V6 Coupé                | WRC     |
| 1979 | 27th Safari Rally 12 – 16 kwietnia                   | Shekhar Mehta Mike Doughty               | Datsun 160J                         | WRC     |
| 1980 | 28th Safari Rally 3 – 7 kwietnia                     | Shekhar Mehta Mike Doughty               | Datsun 160J                         | WRC     |
| 1981 | 29th Safari Rally 16 – 29 kwietnia                   | Shekhar Mehta Mike Doughty               | Nissan Violet GT                    | WRC     |
| 1982 | 30th Marlboro Safari Rally 8 – 12 kwietnia           | Shekhar Mehta Mike Doughty               | Nissan Violet GT                    | WRC     |
| 1983 | 31st Marlboro Safari Rally 30 marca – 4 kwietnia     | Ari Vatanen Terry Harryman               | Opel Ascona 400                     | WRC     |
| 1984 | 32nd Marlboro Safari Rally 19 – 23 kwietnia          | Björn Waldegård Hans Thorszelius         | Toyota Celica TCT                   | WRC     |
| 1985 | 33rd Marlboro Safari Rally 4 – 8 kwietnia            | Juha Kankkunen Fred Gallagher            | Toyota Celica TCT                   | WRC     |
| 1986 | 34th Marlboro Safari Rally 29 marca – 2 kwietnia     | Björn Waldegård Fred Gallagher           | Toyota Celica TCT                   | WRC     |
| 1987 | 35th Marlboro Safari Rally 16 – 20 kwietnia          | Hannu Mikkola Arne Hertz                 | Audi 200 Quattro                    | WRC     |
| 1988 | 36th Marlboro Safari Rally 31 marca – 4 kwietnia     | Miki Biasion Tiziano Siviero             | Lancia Delta Integrale              | WRC     |
| 1989 | 37th Marlboro Safari Rally 23 – 27 marca             | Miki Biasion Tiziano Siviero             | Lancia Delta Integrale              | WRC     |
| 1990 | 38th Marlboro Safari Rally 11 – 16 kwietnia          | Björn Waldegård Fred Gallagher           | Toyota Celica GT-4 ST165            | WRC     |
| 1991 | 39th Martini Safari Rally 27 marca – 1 kwietnia      | Juha Kankkunen Juha Piironen             | Lancia Delta Integrale 16V          | WRC     |
| 1992 | 40th Martini Safari Rally 27 marca – 1 kwietnia      | Carlos Sainz Luis Moya                   | Toyota Celica Turbo 4WD             | WRC     |
| 1993 | 41st Trustbank Safari Rally 8 – 12 kwietnia          | Juha Kankkunen Juha Piironen             | Toyota Celica Turbo 4WD             | WRC     |
| 1994 | 42nd Trustbank Safari Rally 31 marca – 3 kwietnia    | Ian Duncan David Williamson              | Toyota Celica Turbo 4WD             | WRC     |
| 1995 | 43rd Safari Rally 14 – 17 kwietnia                   | Yoshio Fujimoto Arne Hertz               | Toyota Celica Turbo 4WD             | 2LWRC   |
| 1996 | 44th Safari Rally 5 – 7 kwietnia                     | Tommi Mäkinen Seppo Harjanne             | Mitsubishi Lancer Evolution 3       | WRC     |
| 1997 | 45th Safari Rally 1 – 3 marca                        | Colin McRae Nicky Grist                  | Subaru Impreza WRC                  | WRC     |
| 1998 | 46th Safari Rally 28 lutego – 2 marca                | Richard Burns Robert Reid                | Mitsubishi Carisma GT Evo 4         | WRC     |
| 1999 | 47th Safari Rally 26 – 28 lutego                     | Colin McRae Nicky Grist                  | Ford Focus                          | WRC     |
| 2000 | 48th Sameer Safari Rally 25 – 27 lutego              | Richard Burns Robert Reid                | Subaru Impreza WRC                  | WRC     |
| 2001 | 49th Safari Rally 20 – 22 lipca                      | Tommi Mäkinen Risto Mannisenmäki         | Mitsubishi Lancer Evo 6             | WRC     |
| 2002 | 50th Inmarsat Safari Rally 12 – 14 lipca             | Colin McRae Nicky Grist                  | Ford Focus                          | WRC     |
| 2003 | 51st KCB Safari Rally 9 – 11 października            | Glen Edmunds Titch Phillips              | Mitsubishi Lancer Evolution 6       | ARC     |
| 2004 | 52nd KCB Safari Rally 12 – 14 marca                  | Carl Tundo Tim Jessop                    | Subaru Impreza                      | ARC     |
| 2005 | 53rd KCB Safari Rally 15 – 17 lipca                  | Glen Edmunds Des Page-Morris             | Mitsubishi Lancer Evolution 7       | ARC     |
| 2006 | 54th KCB Safari Rally 24 – 26 marca                  | Azar Anwar George Mwangi                 | Mitsubishi Lancer Evolution 6       | ARC     |
| 2007 | 55th KCB Safari Rally 9 – 11 marca                   | Conrad Rautenbach Peter Marsh            | Subaru Impreza N10                  | IRC ARC |
| 2008 | 56th KCB Safari Rally 27 – 29 czerwca                | Lee Rose Piers Daykin                    | Mitsubishi Lancer Evo IX            | ARC     |
| 2009 | 57. KCB Safari Rally 3 – 4 kwietnia                  | Carl Tundo Tim Jessop                    | Mitsubishi Lancer Evo IX            | IRC ARC |
| 2010 | 58. Safari Rally 2 – 4 kwietnia                      | Lee Rose Piers Daykin                    | Mitsubishi Lancer Evo IX            | ARC     |
| 2011 | 59. KCB Safari Rally 17 – 19 czerwca                 | Carl Tundo Tim Jessop                    | Mitsubishi Lancer Evo IX            | ARC     |
| 2012 | 60. KCB Safari Rally Kenya 8 czerwca                 | Carl Tundo Tim Jessop                    | Mitsubishi Lancer Evo IX            | ARC     |
| 2013 | 61. KCB Safari Rally 5 -7 lipca                      | Baldev Chager Ravi Soni                  | Mitsubishi Lancer Evo X             | ARC     |
| 2014 | 62. KCB Safari Rally 12 -14 września                 | Baldev Chager Ravi Soni                  | Mitsubishi Lancer Evo X             | ARC     |
| 2015 | 63. KCB Safari Rally 4 -5 kwietnia                   | Jaspreet Singh Chatthe Gurdeep Panesar   | Mitsubishi Lancer Evo X R4          |         |
| 2016 | 64. KCB Safari Rally 10 – 11 czerwca                 | Jaspreet Singh Chatthe Gurdeep Panesar   | Mitsubishi Lancer Evo X R4          |         |
| 2017 | 65. Safari Rally 17 – 18 marca                       | Tapio Laukkanen Gavin Laurence           | Subaru Impreza WRX STi              | ARC     |
| 2018 | 66. Safari Rally 16 -18 marca                        | Carl Tundo Tim Jessop                    | Mitsubishi Lancer Evo X R4          | ARC     |
| 2019 | 67. Safari Rally 5 -7 lipca                          | Baldev Chager Ravi Soni                  | Mitsubishi Lancer Evo X R4          | ARC     |
| 2020 | KCB Safari Rally Kenya 16 – 19 lipca                 | Odwołany z powodu epidemii COVID-19      | Odwołany z powodu epidemii COVID-19 | WRC     |
| 2021 | Safari Rally Kenya 2021 23 – 27 czerwca              | Sébastien Ogier Julien Ingrassia         | Toyota Yaris WRC                    | WRC     |
| 2022 | Safari Rally Kenya 2022 22 – 26 czerwca              | Kalle Rovanperä Jonne Halttunen          | Toyota GR Yaris WRC Rally1          | WRC     |
| 2023 | 71. Safari Rally Kenya 2023 21 – 25 czerwca          | Sébastien Ogier Vincent Landais          | Toyota GR Yaris Rally1              | WRC     |
| 2024 | 72. Safari Rally Kenya 2024 28 – 31 marca            | Kalle Rovanperä Jonne Halttunen          | Toyota GR Yaris Rally1              | WRC     |
| 2025 | 73. Safari Rally Kenya 2025 20 – 23 marca            | Elfyn Evans Scott Martin                 | Toyota GR Yaris Rally1              | WRC     |

Legenda:
- IMC = Międzynarodowe Mistrzostwa Producentów (International Championship for Manufacturers)
- WRC = Rajdowe Mistrzostwa Świata (World Rally Championship)
- 2LWRC = Puchar Świata pojazdów 2-litrowych (2-Litre World Rally Cup)
- ARC = Rajdowe Mistrzostwa Afryki (African Rally Championship)
- IRC = Rajdowe Mistrzostwa Międzynarodowe (International Rally Challenge)